# Aleksandr Privàlov
Aleksandr Privàlov   (Moscou, 6 d'agost de 1933 - Moscou, 19 de maig de 2021) fou un biatleta rus que va competir sota bandera de la Unió Soviètica durant les dècades de 1950 i 1960.
El 1960 va prendre part en els Jocs Olímpics d'Hivern de Squaw Valley, on guanyà la medalla de bronze en la cursa dels 20 quilòmetres del programa de biatló. Quatre anys més tard, als Jocs d'Innsbruck, guanyà la medalla de plata en la mateixa cursa dels 20 quilòmetres.
En el seu palmarès també destaquen dues medalles de plata en els cinc Campionats del món de biatló que disputà. Un cop retirat exercí d'entrenador de biatló.